# Peter Schyrba
Peter Schyrba ([ˈpeːtɐ ʃɪʁ.ba]; * 17. Oktober 1980 in Ozimek, Polen) ist ein ehemaliger deutscher Fußballspieler, der sowohl in der Innen- als auch in der Außenverteidigung eingesetzt wurde.

## Karriere

### Jugendzeit im Rheinland
Schyrba wurde als Sohn deutschstämmiger Eltern im oberschlesischen Ozimek geboren, die Familie siedelte aber schon vier Monate nach seiner Geburt nach Deutschland über, wo sie sich zunächst in Köln niederließ. Im Folgenden wuchs Schyrba aber im Ruhrgebiet auf, so dass er seine fußballerische Laufbahn in den Jugendmannschaften des Essener ETB Schwarz-Weiß sowie den Mülheimer Vereinen „TuS Union“ und 1. FC Mülheim begann. 1996 gelangte Schyrba dann zum Meidericher Spielverein aus Duisburg, für den er noch drei Jahre in der B- beziehungsweise in der A-Jugend spielte.

### Anfänge beim MSV Duisburg
Noch als A-Jugendlicher war Schyrba auch in den Spielbetrieb der Duisburger Herrenmannschaften eingebunden worden, so dass er 1998/99 bereits für die Zweitvertretung des MSV in der Niederrheinliga gespielt hatte. Im Frühling 1999 wurde er dann gar in den Kader der ersten Duisburger Mannschaft berufen, die in der Saison 1998/99 in der Bundesliga spielte. In dieser kam Schyrba aber lediglich zu einem Einsatz, als er am 26. Spieltag von Trainer Friedhelm Funkel in der Schlussphase des Spiels gegen Hertha BSC eingewechselt wurde.
Zur Folgesaison 1999/2000 rückte Schyrba dann auch altersgemäß in die Herrenmannschaften auf, spielte jedoch im gesamten Saisonverlauf nicht mehr für die Bundesligamannschaft, die zunächst unter Funkel, dann unter Seppo Eichkorn den drohenden Abstieg in die 2. Bundesliga abzuwenden versuchte. Letztlich stieg der MSV aber als Tabellenletzter in die zweite Spielklasse ab. Doch auch in dieser konnte sich Schyrba daraufhin zunächst nicht für Einsätze empfehlen, so dass er weiterhin ausschließlich für die Zweitvertretung in der Oberliga auflief. Zum Ende der Spielzeit 2000/01, in welcher Duisburg sich lediglich im Mittelfeld der Abschlusstabelle wiederfand, kam Schyrba dann allerdings noch zu vier Einsätzen, bei denen er von Eichkorn jeweils in die Startaufstellung berufen worden war. Zur Spielzeit 2001/02 übernahm jedoch Pierre Littbarski das Traineramt des MSV, woraufhin sich Schyrba erneut in der Reservistenrolle wiederfand und während der Hinrunde keinen weiteren Einsatz für Duisburg bestritt.

### Stammspieler bei Preußen Münster
Anfang Dezember 2001 wechselte Schyrba zum Preußen Münster, der in der Staffel Nord der drittklassigen Regionalliga gegen den Abstieg in die Oberliga spielte. Für den anfangs von Stefan Grädler, dann von Neale Marmon trainierten Verein aus Münster kam Schyrba daraufhin während der Regionalliga-Saison 2001/02 zu insgesamt elf Einsätzen, in welcher er zudem zwei Tore erzielte und so zum schließlich erreichten Klassenerhalt beitrug.
Nachfolgend entwickelte sich Schyrba dann zum Leistungsträger im weiterhin abstiegsbedrohten Münsteraner Team, so dass er 2002/03 in 33 und 2003/04 in weiteren 30 Regionalliga-Spielen auflief, woran auch die zwischenzeitlichen Trainerwechsel zu Peter Vollmann und später zu Hans-Werner Moors nichts änderten. In der Spielzeit 2004/05 wurde Schyrba dann auch Kapitän seiner Mannschaft und absolvierte weitere 32 Regionalliga-Einsätze. In der Spielzeit 2005/06, in welcher Schyrba weitere 35 Partien absolvierte, stieg Münster aber unter den Trainern Colin Bell und zuletzt erneut Moors doch noch in die Oberliga Westfalen ab. Nach 141 absolvierten Ligaspielen für Münster verließ Schyrba den Verein daraufhin.

### Schyrba in Griechenland
Schyrba, interessiert an einem Engagement im Ausland, bewarb sich nachfolgend für ein Probetraining beim griechischen Zweitligisten Panserraikos, in dessen Folge er schließlich nach Serres wechselte. Dort absolvierte er während der Saison 2006/07 insgesamt 29 Einsätze in Diensten des Zweitligisten, der als 15. der Abschlusstabelle aber nur knapp dem Abstieg in die dritte Spielklasse entging.

### Rückkehr nach Deutschland bei Holstein Kiel
Im Sommer 2007 kehrte Schyrba nach nur einem Jahr in Griechenland wieder nach Deutschland zurück, wo er beim Viertligisten Holstein Kiel einen Drei-Jahres-Vertrag unterschrieb. In Kiel traf Schyrba dabei erneut auf Trainer Peter Vollmann, unter dem er schon in Münster gespielt hatte. Mit zwei Toren in 32 Einsätzen während der Oberliga-Saison 2007/08 gehörte Schyrba daraufhin zu den Stammkräften der erst im Vorjahr aus der Regionalliga abgestiegenen Mannschaft, die nun als Meister der Oberliga umgehend wieder aufstieg. Aufgrund der Einführung der 3. Liga im Sommer 2008 war die Regionalliga jedoch nur noch viertklassig. In der Folgesaison gelang es Kiel daraufhin auch in der Regionalliga die Meisterschaft ihrer Staffel zu gewinnen, was den Aufstieg in die 3. Liga bedeutete. Um dies zu erreichen, hatte der Verein auch den Aufstiegstrainer Vollmann durch Falko Götz ersetzt, was aber nichts daran geändert hatte, dass Schyrba, der zwischenzeitlich auch Kapitän des SV Holstein gewesen war, mit insgesamt 33 Saison-Einsätzen zu den Leistungsträgern der Mannschaft gehörte.
In der Drittliga-Saison 2009/10 konnte Holstein jedoch nicht mehr an die Erfolge der Vorjahre anknüpfen und spielte eine schwache Saison, die trotz des abermaligen Trainerwechsels hin zu Christian Wück auf dem vorletzten Tabellenplatz endete. Dabei war auch Schyrba hinter den Erwartungen zurückgeblieben und hatte lediglich 25 Einsätze absolviert, woraufhin er seinen zum Saisonende auslaufenden Vertrag nicht mehr verlängerte.

### Schyrba bei Hansa Rostock
Einen neuen Arbeitgeber fand Schyrba mit Hansa Rostock, der kurz zuvor aus der 2. Bundesliga in die 3. Liga abgestiegen war und nun einen Zwei-Jahres-Vertrag mit ihm abschloss. In Rostock traf Schyrba nun bereits zum dritten Mal auf Trainer Peter Vollmann sowie zusätzlich auf Robert Müller, mit dem er schon in Kiel zusammengespielt hatte. Daraufhin entwickelte sich Schyrba während der Saison 2010/11 auch in Rostock zum Stammspieler, der in 36 von 38 Ligaspielen eingesetzt wurde, dabei zwei Tore erzielte und somit zum direkten Wiederaufstieg des F.C. Hansa beitrug. Durch den Aufstieg verlängerte sich Schyrbas Vertrag automatisch um ein weiteres Jahr bis 2013. Zudem gewann Schyrba mit Hansa in dieser Spielzeit den Landespokal Mecklenburg-Vorpommern, wozu er selbst mit zwei Einsätzen beigetragen hatte.
Zu Beginn der Zweitliga-Spielzeit 2011/12 konnte Schyrba seinen Stammplatz im Rostocker Team behaupten, so dass er zunächst in 15 der 17 Hinrunden-Partien in der Startaufstellung stand. Vor Beginn der Hinrunde ersetzte der in Abstiegsgefahr geratene Verein allerdings Trainer Vollmann durch Wolfgang Wolf, wodurch Schyrba seinen Stammplatz endgültig verlieren sollte. Denn für die Position des Rechtsverteidigers setzte Wolf nun zunächst auf Robert Müller und nach der Winterpause schließlich auf den neu verpflichteten Marek Janečka, so dass Schyrba in der Rückrunde lediglich einen einzigen Einsatz absolvierte. Zum Saisonende stieg Rostock trotzdem in die 3. Liga ab, wodurch Schyrbas Vertrag mit Hansa seine Gültigkeit verlor. Ein neues Vertragsangebot von Hansa erhielt Schyrba in der Folge nicht.

## Nach seiner Fußballerkarriere
Peter Schyrba arbeitet als nun als Teamleiter des Prüfdienstes der DB Regio NRW.